# 施萊德河
51°37′54.92″N 8°6′1.98″E / 51.6319222°N 8.1005500°E

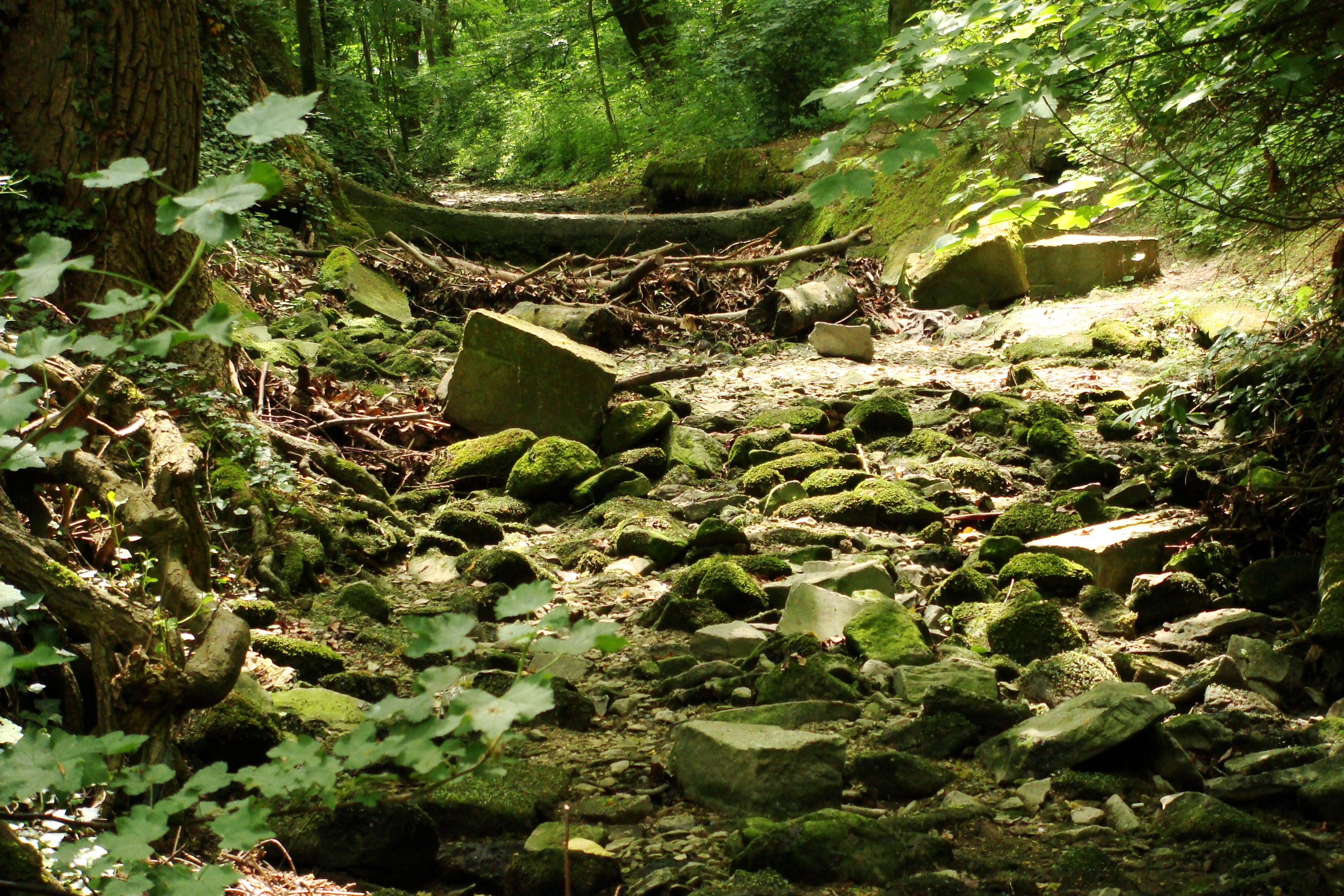

施萊德河（德語：Schledde），是德國的河流，位於該國西部，處於北萊茵-威斯特法倫州，屬於阿瑟河的左支流，河道全長17.5公里，流域面積48.1平方公里。